# Unciaal 077
Unciaal 077 (Gregory-Aland), is een van de Bijbelse handschriften in de Griekse taal. Het dateert uit de 5e eeuw en is geschreven met uncialen op perkament.

## Beschrijving
Het bevat de tekst van de Handelingen van de Apostelen (13,18-29). De gehele Codex bestaat uit 1 blad (17 × 15 cm) en werd geschreven in twee kolommen per pagina, 23 regels per pagina.
De codex is een representant van het Alexandrijnse tekst-type, Kurt Aland plaatste de codex in Categorie II.

## Geschiedenis
Het handschrift bevindt zich in de Katharinaklooster (Sinai Harris App. 5), in Sinaï.